# Martha Patricia Ostrosky Shejet de Wegman
Martha Patricia Ostrosky Shejet de Wegman (Ciudad de México; 15 de julio de 1949) es una bióloga e investigadora mexicana que se ha especializado en el estudio de la interacción entre genes y el medio ambiente, así como sus efectos en la salud.
Es fundadora e Investigadora Titular “C” del Departamento de Medicina Genómica y Toxicología Ambiental del Instituto de Investigaciones Biomédicas (IIB) de la Universidad Nacional Autónoma de México, y es investigadora Emérita en el Sistema Nacional de Investigadores.  
Ha realizado hallazgos de genotoxicidad e inmunotoxicidad en individuos expuestos a arsénico a través del agua de bebida, documentando por primera vez los efectos inmunomoduladores del arsénico.   
Es miembro de la Academia Mexicana de Ciencias y de la Academia Nacional de Medicina.

## Estudios
La Doctora Patricia Ostrosky Shejet de Wegman realizó sus estudios de Biología en la Facultad de Ciencias de la Universidad Nacional Autónoma de México, de Maestría en Ciencias en Genética Humana, en la Facultad de Medicina de la Universidad de Tel Aviv y de Doctorado en Ciencias Biomédicas (Farmacología) en la Facultad de Medicina de la Universidad Nacional Autónoma de México, titulándose con mención honorífica, con un proyecto de tesis sobre los efectos genotóxicos de los medicamentos antiparasitarios. 
Estos estudios le permitieron ser de las primeras en identificar la relevancia de las respuestas individuales a xenobióticos.

## Investigaciones
La principal línea de investigación de la Doctora Ostrosky es la interacción entre genes y el medio ambiente, así como sus efectos en la salud. Ha realizado hallazgos de genotoxicidad e inmunotoxicidad en individuos expuestos a arsénico a través del agua de bebida, documentando por primera vez los efectos inmunomoduladores del arsénico.  
Así también sus hallazgos acerca de que la neurocisticercosis puede producir daño al DNA y posiblemente deba ser considerada como un carcinógeno han abierto un amplio campo de investigación. 
En la actualidad la Doctora Ostrosky está estudiando los mecanismos por los cuales el arsénico podría ser causante de Diabetes Mellitus, enfermedad que ocupa uno de los primeros lugares en las estadísticas de morbimortalidad de México.

## Docencia
Patricia Ostrosky ha impartido clases y dirigido tesis tanto en las licenciaturas de Ciencias, de Medicina y de Investigador Biomédico Básico así como en los posgrados de Ciencias Biomédicas, Ciencias Biológicas, Ciencias Médicas y Odontológicas, y Ciencias Bioquímicas de la UNAM; También ha sido profesor en el Centro de Investigación y de Estudios Avanzados (CINVESTAV), del Instituto Politécnico Nacional y en la Escuela de Salud Pública del INSP.
La Doctora Ostrosky ha dirigido 19 tesis de doctorado, los cuales son actualmente reconocidos investigadores dentro y fuera de México. Generando así varios grupos de investigación independientes que forman parte del primordio germinal de la toxicogenómica en México, incluyendo varios grupos en diferentes Estados. Así también ha dirigido la tesis de otros 21 estudiantes de licenciatura y maestría.
En su laboratorio han realizado estancias postdoctorales 7 doctores. Estudiantes de diversas carreras han realizado estancias y servicio social bajo la dirección de la Dra. Ostrosky.

## Carrera profesional
La Doctora Ostrosky Wegman es Investigadora Titular “C” en el Departamento de Medicina Genómica y Toxicología Ambiental del Instituto de Investigaciones Biomédicas (IIB) de la UNAM, Es investigadora Emérita en el Sistema Nacional de Investigadores; es miembro de la Academia Mexicana de Ciencias y de la Academia Nacional de Medicina.
Ha publicado 140 artículos indizados que han sido citados 4256 veces y tiene un factor h de 39.También ha publicado más de 50 artículos nacionales y capítulos en libros.
En 1994 la Doctora Ostrosky fundó el Departamento de Genética y Toxicología Ambiental en el IIB (actualmente Medicina Genómica y Toxicología Ambiental), encabezándolo hasta 1998 y nuevamente de 1999-2002. En el 2009 fue comisionada a la Secretaria de Salud para fungir como Directora de Políticas de Investigación de Salud y en el 2011 es elegida por la Junta de Gobierno para fungir como Directora del IIB, siendo reelegida para el periodo 2015-2019.
Ha pertenecido a los comités editoriales de revistas como Mutation Research y Archives of Medical Research y es revisora de Carcinogenesis, del International Journal of Cancer y de Environmental Research entre varias otras. 
Ha participado como miembro del jurado de más de una veintena de premios, entre los que destacan: El Nomination Committee of the Kyoto Prize in Advanced Technology. The Inamori Foundation. Kyoto, Japón en 1998; Jurado Calificador de la Promoción de Profesores del Depto. de Biología Celular y Anatomía, Facultad de Medicina, Universidad de Arizona 2000 y Jurado en el Campo de Tecnología y Diseño para el Premio Nacional de Ciencias y Artes 2001. Secretaría de Educación Pública.
La Doctora Ostrosky ha sido Presidenta de la Asociación Mexicana de Genética Humana, Presidenta de la Asociación Latinoamericana de Mutagénesis, Carcinogénesis y Teratogénesis Ambiental, Secretaria de la Sociedad Latinoamericana de Genética, y Miembro del Consejo de la Environmental Mutation Society. Es miembro de la junta de gobierno del Instituto Nacional de Enfermedades Respiratorias y del Instituto Nacional de Geriatría, así como Miembro de la Junta de Gobierno del Instituto Nacional de Rehabilitación Luis Guillermo Ibarra Ibarra. También ha participado activamente tanto en la organización como en la impartición de conferencias en eventos nacionales e internacionales, siempre poniendo en muy alto la investigación en el área de Genética, Toxicología y Salud Ambiental.
Su trayectoria marca claramente su papel en el desarrollo de la Toxicología no solo por sus contribuciones científicas de alto impacto sino también por la formación de recursos humanos de posgrado, los cuales son parte de la consolidación de esta Ciencia.

## Premios
- EMS Student Educator Award otortgado por Environmental Mutation Society en 2005.[2]
- Premio Heberto Castillo en 2007 recibiendo la medalla “Ricardo Miledi” en la categoría Salud, Biotecnología y Medio Ambiente, otorgado por el Instituto de Ciencia y Tecnología del Distrito Federal.[1]
- Premio Universidad Nacional en el área de Investigación en Ciencias Naturales en 2009.[8]
- Galardonada para ofrecer la conferencia Deichmann en el Congreso Internacional de Toxicología 2016